# Bai Faquan
Bai Faquan (en chino: 白发全; Tonghai, 18 de marzo de 1986) es un deportista chino que compitió en triatlón. Ganó dos medallas de bronce en los Juegos Asiáticos de 2014 y dos medallas de plata en el Campeonato Asiático de Triatlón en los años 2016 y 2019.

## Palmarés internacional
| Juegos Asiáticos    | Juegos Asiáticos         | Juegos Asiáticos  | Juegos Asiáticos |
| Año                 | Lugar                    | Medalla           | Prueba           |
| ------------------- | ------------------------ | ----------------- | ---------------- |
| 2014                | Incheon (Corea del Sur)  | Medalla de bronce | Individual       |
| 2014                | Incheon (Corea del Sur)  | Medalla de bronce | Relevo mixto     |
| Campeonato Asiático |                          |                   |                  |
| Año                 | Lugar                    | Medalla           | Prueba           |
| 2016                | Hatsukaichi (Japón)      | Medalla de plata  | Individual       |
| 2019                | Gyeongju (Corea del Sur) | Medalla de plata  | Relevo mixto     |